# Boreocingula
Genre
Boreocingula est un genre de mollusques gastéropodes de la famille des Rissoidae et dont l'espèce type est Boreocingula martyni.

## Liste d'espèces
Selon World Register of Marine Species (8 mai 2021) :
- Boreocingula alaskana (Bartsch, 1912)
- Boreocingula castanea (Møller, 1842)
- Boreocingula globulus (Møller, 1842)
- Boreocingula martyni (Dall, 1886)
- Boreocingula sirenkoi Nekhaev, 2019